# 米爾福德 (內布拉斯加州)
米爾福德（英語：Milford）是位於美國內布拉斯加州蘇厄德縣的城市。

## 人口
根據2020年美國人口普查的數據，米爾福德的面積為2.13平方千米，當中陸地面積為2.11平方千米，而水域面積為0.02平方千米。當地共有人口2155人，而人口密度為每平方千米1,012人。